# Kyustendil Ridge
Kyustendil Ridge (englisch; bulgarisch Кюстендилски хребет Kjustendilski chrebet) ist ein teilweise unvereister, in ost-westlicher Ausrichtung 23 km langer, 10 km breiter und bis zu 1700 m hoher Gebirgskamm an der Nordenskjöld-Küste des Grahamlands auf der Antarktischen Halbinsel. Er erstreckt sich vom Foster-Plateau bis zum Weddell-Meer. Begrenzt wird er im Norden durch den Drygalski-Gletscher und im Süden durch den Rogosch- und den Slokutschene-Gletscher. Über den Mrahori Saddle ist er nach Süden mit den Lovech Heights verbunden.
Britische Wissenschaftler kartierten ihn 1976. Die bulgarische Kommission für Antarktische Geographische Namen benannte ihn 2012 nach der Stadt Kjustendil im Westen Bulgariens.